# Opalonki

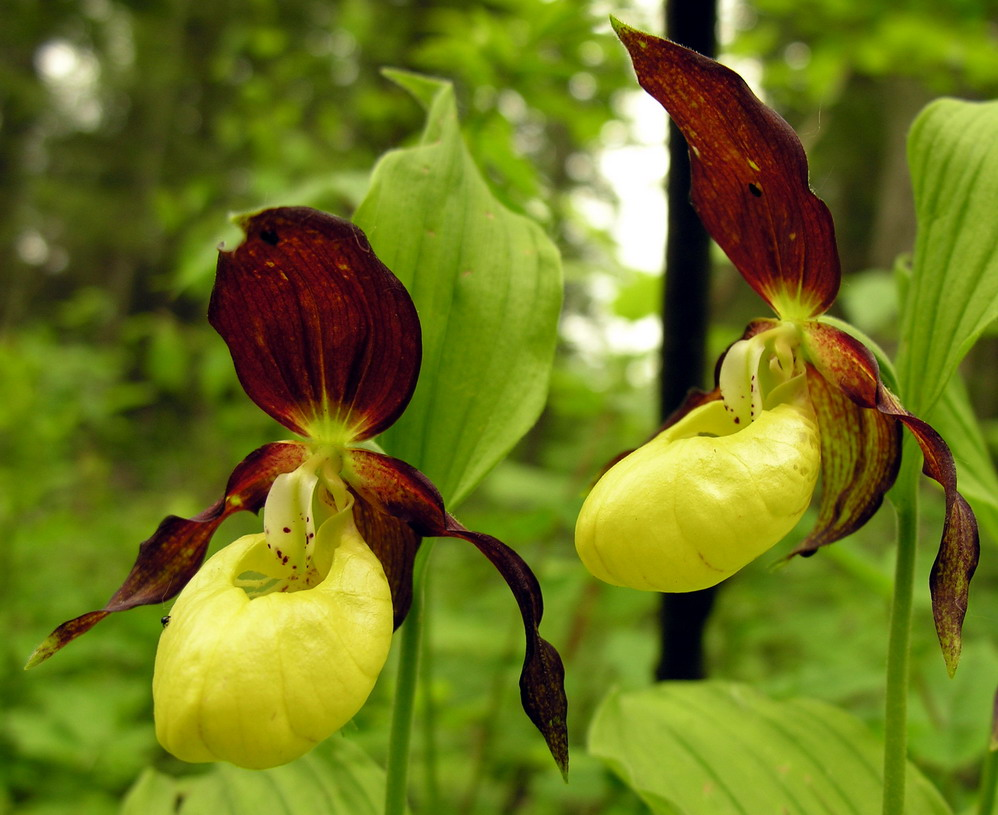
Obuwik pospolity

Opalonki (PLH120071) – projektowany specjalny obszar ochrony siedlisk, aktualnie obszar mający znaczenie dla Wspólnoty, położony na Wyżynie Miechowskiej, na terenie gminy Racławice, w Klonowie, o powierzchni 2,40 ha.
Obszar leży w obrębie Obszaru Chronionego Krajobrazu Wyżyny Miechowskiej. Teren obszaru jest jednocześnie chroniony przez rezerwat przyrody Opalonki.

## Typy siedlisk przyrodniczych
W obszarze podlegają ochronie dwa siedliska z załącznika I dyrektywy siedliskowej:
- murawa kserotermiczna (Inuletum ensifoliae)
- grąd (Tilio-Carpinetum)

## Flora
Występuje tu obuwik pospolity (Cypripedium calceolus) – gatunek z załącznika II.
Dodatkowo, występują tu liczne gatunki roślin objętych ochroną gatunkową lub zagrożonych:
- miłek letni (Adonis aestivalis)
- miłek wiosenny (Adonis vernalis)
- kurzyślad błękitny (Anagallis foemina)
- zawilec wielkokwiatowy (Anemone sylvestris)
- kopytnik pospolity (Asarum europaeum)
- dziewięćsił bezłodygowy (Carlina acaulis)
- centuria pospolita (Centaurium erythraea)
- buławnik wielkokwiatowy (Cephalanthera damasonium)
- buławnik mieczolistny (Cephalanthera longifolia)
- wiśnia karłowata (Cerasus fruticosa)
- ostrożeń pannoński (Cirsium pannonicum)
- konwalia majowa (Convallaria majalis)
- wawrzynek wilczełyko (Daphne mezereum)
- kruszczyk szerokolistny (Epipactis helleborine)
- kruszyna pospolita (Frangula alnus)
- przytulia wonna (Galium odoratum)
- gółka długoostrogowa (Gymnadenia conopsea)
- lilia złotogłów (Lilium martagon)
- len złocisty (Linum flavum)
- len włochaty (Linum hirsutum)
- gnieźnik leśny (Neottia nidus-avis)
- storczyk męski (Orchis mascula)
- storczyk kukawka (Orchis militaris)
- podkolan biały (Platanthera bifolia)
- podkolan zielonawy (Platanthera chlorantha)
- pierwiosnek lekarski (Primula veris)
- kalina koralowa (Viburnum opulus)